# Matt Robinson (rugby à XIII)
Pour les articles homonymes, voir Matt Robinson (homonymie) et Robinson.

a Compétitions nationales et continentales officielles uniquement.

Matt Robinson, né le 9 mars 1990 à Wellington (Nouvelle-Zélande), est un joueur de rugby à XIII néo-zélandais évoluant au poste de deuxième ligne ou de troisième ligne. Formé en Nouvelle-Zélande au rugby à XIII dans la franchise des Warriors de New Zealand, il rejoint l'équipe réserve des Vulcans d'Auckland avant d'effectuer ses débuts en National Rugby League avec le club australien des Panthers de Penrith en 2011. Après deux saisons à Penrith, il rejoint les Titans de Gold Coast mais ne parvient pas à y prendre une place de titulaire. En 2016, il décide de rejoindre le Championnat de France et le club de Limoux et y remporte le titre de Championnat de France 2017.

## Palmarès
- Vainqueur du Championnat de France : 2017 (Limoux).